# Towarzystwo Genealogiczne Ziemi Częstochowskiej
Towarzystwo Genealogiczne Ziemi Częstochowskiej (TGZC) – stowarzyszenie zwykłe z siedzibą w Częstochowie, działające od 28 marca 2007. 

## Charakterystyka
Najważniejsze cele towarzystwa: 
- doskonalenie i pogłębianie wśród swoich członków znajomości genealogii i warsztatu badawczego;
- pomoc początkującym badaczom, zwłaszcza młodzieży;
- organizacja spotkań i prelekcji poświęconym tematyce genealogicznej;
- wydawanie biuletynu i publikacji poświęconym genealogii;
- wspomaganie pracą społeczną instytucji zajmującymi się archiwaliami.

Dzięki uprzejmości Dyrektora Archiwum Archidiecezjalnego towarzystwo udostępnia zainteresowanym pierwszą część inwentarza zasobów archiwum. W bazie danych towarzystwa dostępne są również opracowania biograficzne z regionu częstochowskiego i artykuły historyków. 
TGZC angażuje się również w regionalną działalność kulturalną organizując odczyty naukowe, wystawy i akcje społeczne.